# Lucas Nijsingh (1725-1803)
Lucas Nijsingh (Westerbork, 8 januari 1725 - Diever, 9 maart 1803) was een Nederlandse schulte.

## Leven en werk
Mr. Nijsingh was de oudste zoon van de schulte van Westerbork Hendrik Nijsingh en Aaltien Oldenhuis. Van vaderszijde waren al zijn voorvaders in rechte lijn schulte van Westerbork geweest. Zijn oudst bekende voorvader Luitge Nijsingh werd in 1566 door Eigenerfden en Ridderschap van Drenthe aangesteld tot schulte van Westerbork en in 1575 door Filips II.
Nijsingh studeerde rechten. Zijn broers Fredericus en Jan Tijmen volgden na elkaar hun vader op als schulte van Westerbork. Nijsingh werd in 1738, op 13-jarige leeftijd, door Eigenerfden en Ridderschap van Drenthe aangesteld als schulte van Diever. Omdat hij nog minderjarig was werd er tot 1747 een verwalter (vervanger) aangesteld. Vanaf 1747 vervulde Nijsingh zelf daadwerkelijk de functie van schulte van Diever tot 1798. Hij bekleedde dit ambt 60 jaar. Daarnaast was hij van 1743 tot 1799 advocaat te Diever. Nijsingh was tevens hoofdschulte van het Dieverderdingspel.

## Turf en bier
De schulte van Diever was ook schulte van Wapserveen. Hij ontving van elk erf in Wapserveen een voer turf. Als tegenprestatie leverde de schulte om het jaar twee tonnen bier. In 1768 kwam Nijsingh met de bewoners van Wapserveen overeen, dat in plaats van een voer turf  veertien stuivers betaald zou worden en de schulte geen bier meer hoefde te verstrekken.